# Prozesswasser
Prozesswasser ist Wasser, das in industriellen Anlagen benötigt oder zur Herstellung von Produkten verwendet wird. Beim Prozesswasser herrschen erhöhte Anforderungen an die Wasserqualität und -eigenschaften (und somit die Wasseraufbereitung). 
Wasser hat bestimmte Inhaltsstoffe, die tatsächlich schädliche Auswirkungen auf Anlagen haben können.

## Beispiele von Eigenschaften mit besonderer Anforderung
Folgend eine Liste an Beispielen der besonderen Anforderungen an Prozesswasserparameter:
- elektrische Leitfähigkeit (korreliert mit dem Salzgehalt)
- Feststoffgehalt
- Gasgehalt
- pH-Wert
- Wasserhärte

## Anwendungsbereiche
Anwendungsbereiche von Prozesswasser sind unter anderem:
- Kesselspeisewasser
- Kühlwasser
- Reinstwasser